# .50"/62ヴィッカース機関銃
.50"/62ヴィッカース機関銃（.50"/62ヴィッカースきかんじゅう、別名：Vickers .50'）は、基本的に口径.303インチ（7.7mm）のヴィッカース重機関銃を0.5インチ（12.7mm）に拡大した機関銃である。イギリス軍が対空砲や戦車砲として使用した。日本海軍では毘式十二粍単装機銃として採用され、吹雪型駆逐艦と暁型駆逐艦の一部に搭載された。また、八雲 (装甲巡洋艦)にも搭載されていた経歴がある

## Mark I
ヴィッカース機関銃を制作するときの試験用に作られたもの。

## Mark II, IVおよびV
マークIIは1933年に採用され、イギリスのいくつかの戦車に搭載された。 マークIVおよびVは改良されたバージョンであり、北アフリカ軍のトラックでも使用されていた。 第二次世界大戦中の装甲戦闘車両（AFV）で使用するために、15 mm（0.59インチ）のベサ機関銃に取って代わられた。

## Mark

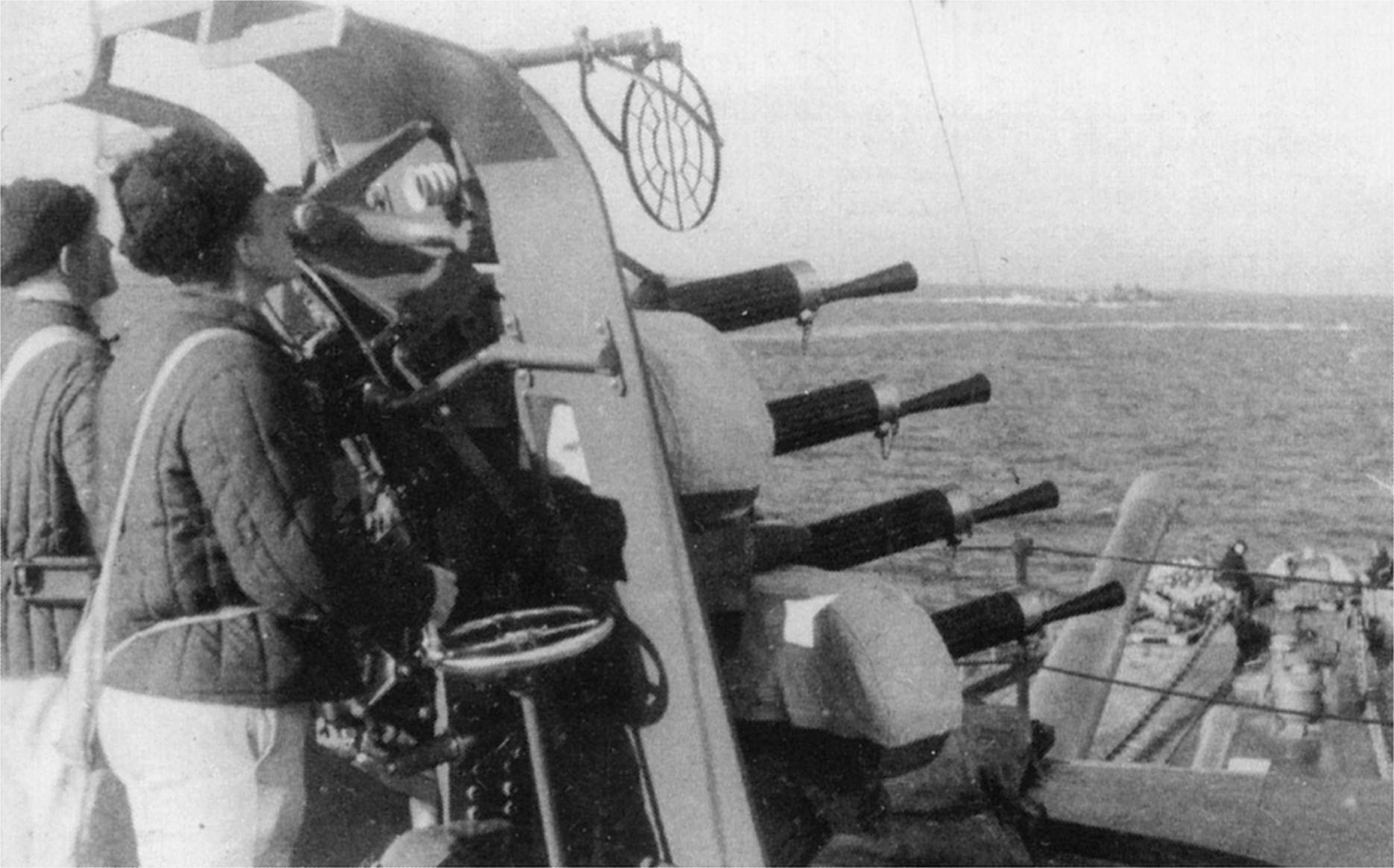
典型的な海軍の4連装対空仕様。ソビエトでの使用を写したもの。

マークIIIは対空機銃として海軍で使用されたバージョンで、主に第二次世界大戦においてイギリス海軍や連合海軍に使用され、通常は4挺、限定的に2挺の機関銃で構成されていた。当時の全金属航空機には近距離での威力が不足していることが判明し、第二次世界大戦中にはエリコン20mm機関砲に取って代られた。海軍で使用された四連装機銃は、一挺につき200発のマガジンを備えており、一挺当たり最大700発/分の発射速度があった。四連装機銃では、射程が広がるように調整されており910メートルで幅18メートル、高さ15メートルに達した。ビッカースは、20秒間で800発すべてを発射でき、さらに30秒で再装填できると主張した。 第二次世界大戦中は、モーターガンボートや魚雷艇などの小型船の動力式砲塔にも搭載された。